# الخنيزي

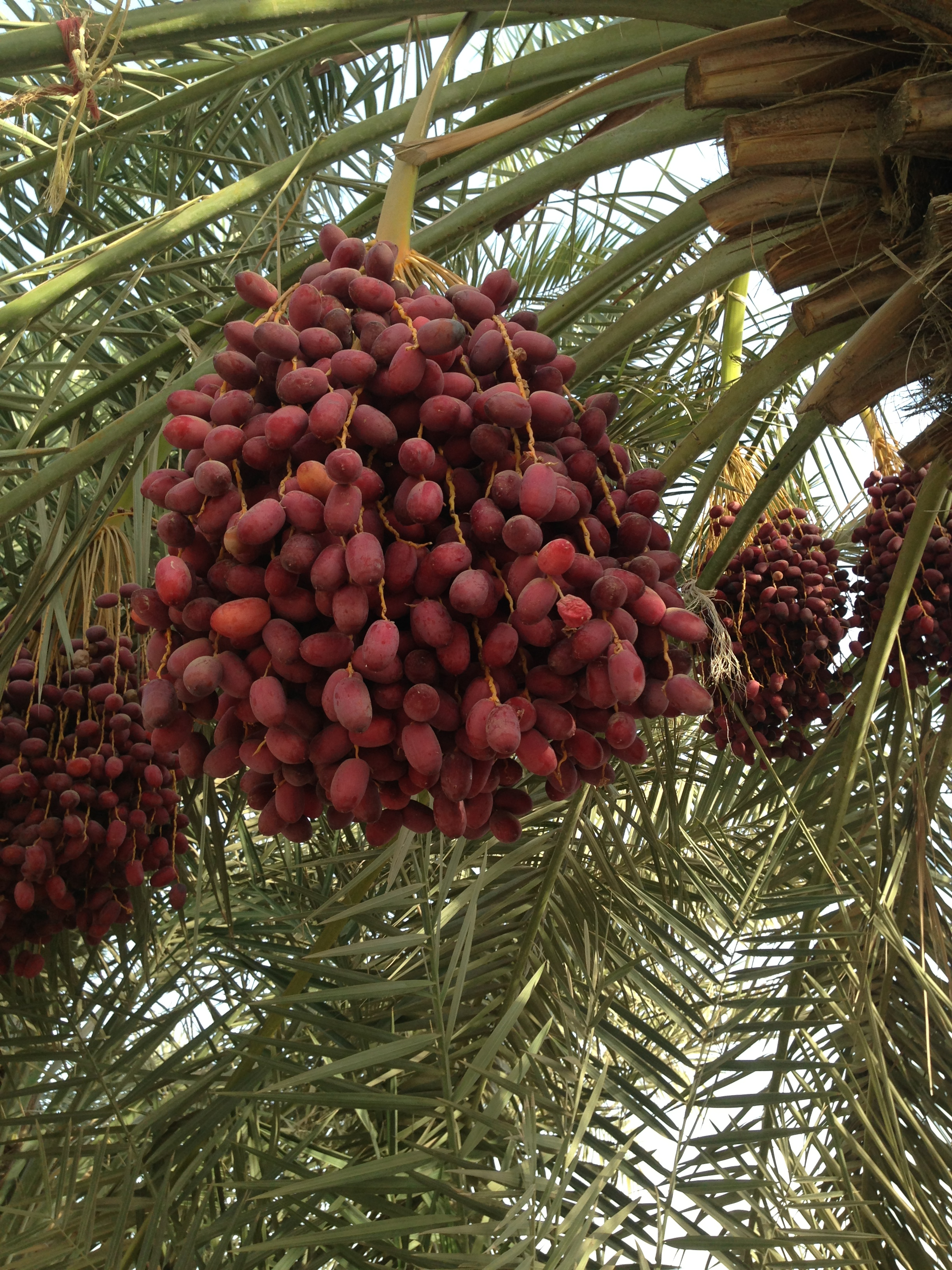
تمر الخنيزي.

الخنيزي هو تمر ينتج في محافظة الاحساء  في المملكة العربية السعودية كما ينتج في بعض الدول مثل سلطنة عمان والإمارات العربية المتحدة.

## مميزات
ثمار تمر الخنيزي تاكل علي ثلاث مراحل وهي البسر والرطب والتمر، يتميز بقلة محتويات المواد القابضة، ويمتاز بالطعم والنكهة الجيدة، يستخدم في إنتاج الدبس.

## الوصف
شكل ثمرة الخنيزي بيضاوي مستطيل يغلب عليها اللون الأحمر في مرحلة البسر، ويتحول إلي اللون الأسود في مرحلة التمر، بينما شكل القمع يظهر مفصص بارز لونه أصفر محمر، حيث يبلغ طول العرجون 143 سينتمتر، ويبلغ عدد الشماريخ 55 الشمراخ، ويبلغ عدد الأزهار في الشمراخ 19 زهرة، ويبلغ وزن ثمرة الخنيزي 9.8 جرام، ومتوسط طول الثمرة 3.6 سينتمتر، وعرضها 2.3 سينتمتر، ويبلغ وزن البذرة 0.8 جرام، ومتوسط طول البذرة 1.9 سينتمتر، وعرضها 0.7، ويقع النقير في المنتصف.

## المواد الغذئية والتحاليل الكيميائية
تختلف نسبة الرطوبة والمواد الصلبة الذائبة حسب مرحلة نضج الثمرة، وفيما ياتي جدول يوضح الإختلاف
| المرحلة      | نسبة الرطوبة | المواد الصلبة الذائبة الكلية |
| ------------ | ------------ | ---------------------------- |
| البسر        | %53.60       | %32.26                       |
| نصف الرطب    | %42.32       | %56.30                       |
| الرطب الكامل | %56.30       | %64.70                       |

## نسبة السكريات
الجدول التالي يمثل نسبة السكريات إلي الوزن الجاف.
| النوع             | النسبة     |
| ----------------- | ---------- |
| السكريات الأحادية | %86        |
| البروتينات        | %3.6-1.12  |
| الدهون            | %0.56-0.37 |
| البكتينات         | %4.58-1.1  |

## العناصر المعدنية
فيما يلي نسبة المواد المعدنية بالملي جرام لكل 100 جرام من الوزن الجاف للثمرة.
| النوع    | النسبة    |
| -------- | --------- |
| بوتاسيوم | 720-883   |
| فسفور    | 47.2-64.1 |
| مغنسيوم  | 34.2-35.4 |
| حديد     | 1.12-1.18 |
| زنك      | 0.31-0.86 |
| نحاس     | 1.25-1.61 |
| منغنيز   | 1.22-2.0  |
| صوديوم   | 4.8-5.0   |